# カナナラ (西オーストラリア州)

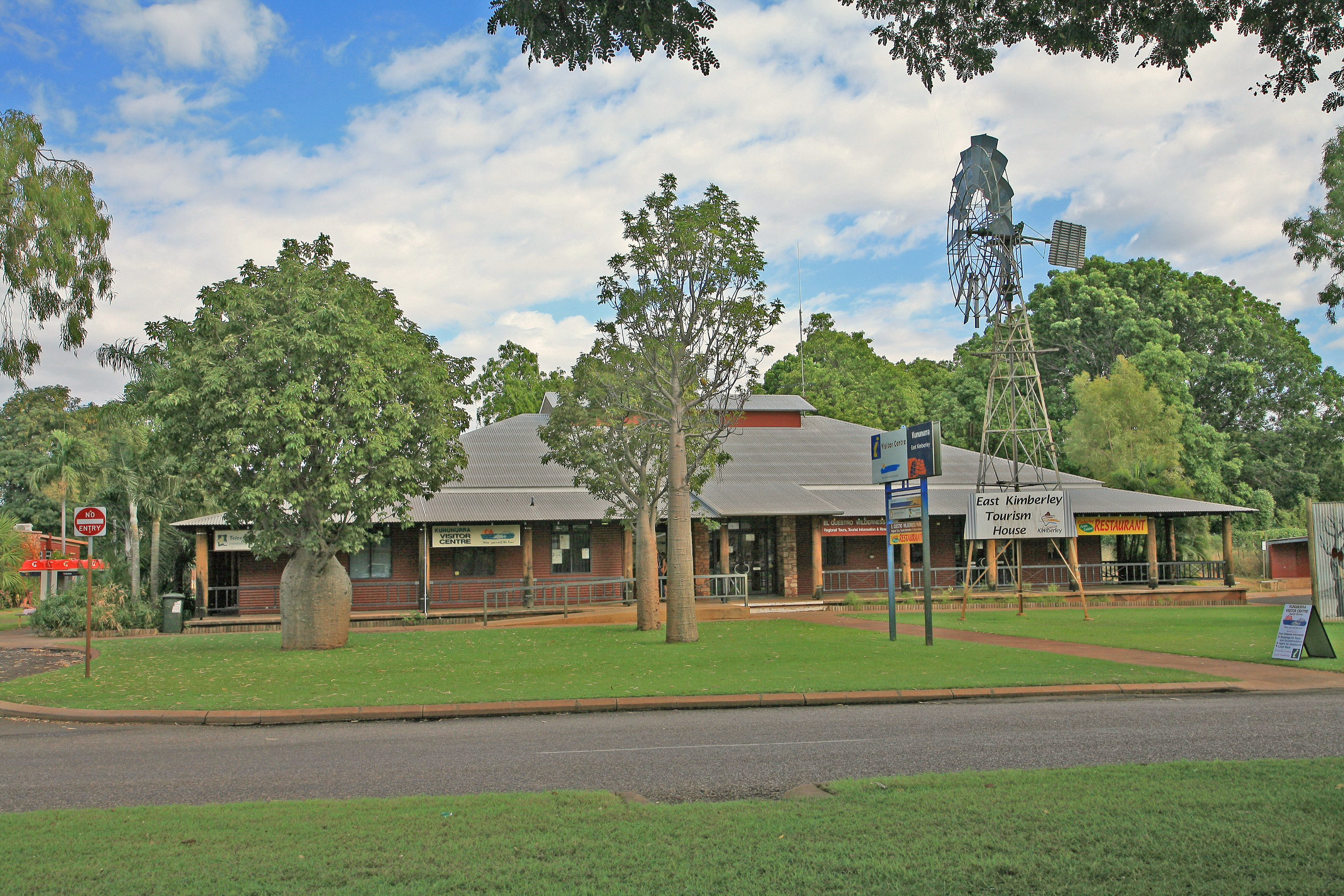
カナナラ

カナナラ(Kununurra)は、オーストラリア・西オーストラリア州の北東部に位置するキンバリー地域のシャー・オブ・ウィンダム＝イーストキンバリーに属する町（サバーブ）である。

## 概要
カナナラという地名は、この地のアボリジニの部族が使う言葉で「大きい川」を意味する「グナヌラン(Gunanurang)」の転訛である。
人口は5494人（2021年）で、約4分の1がアボリジニである。

## 地理

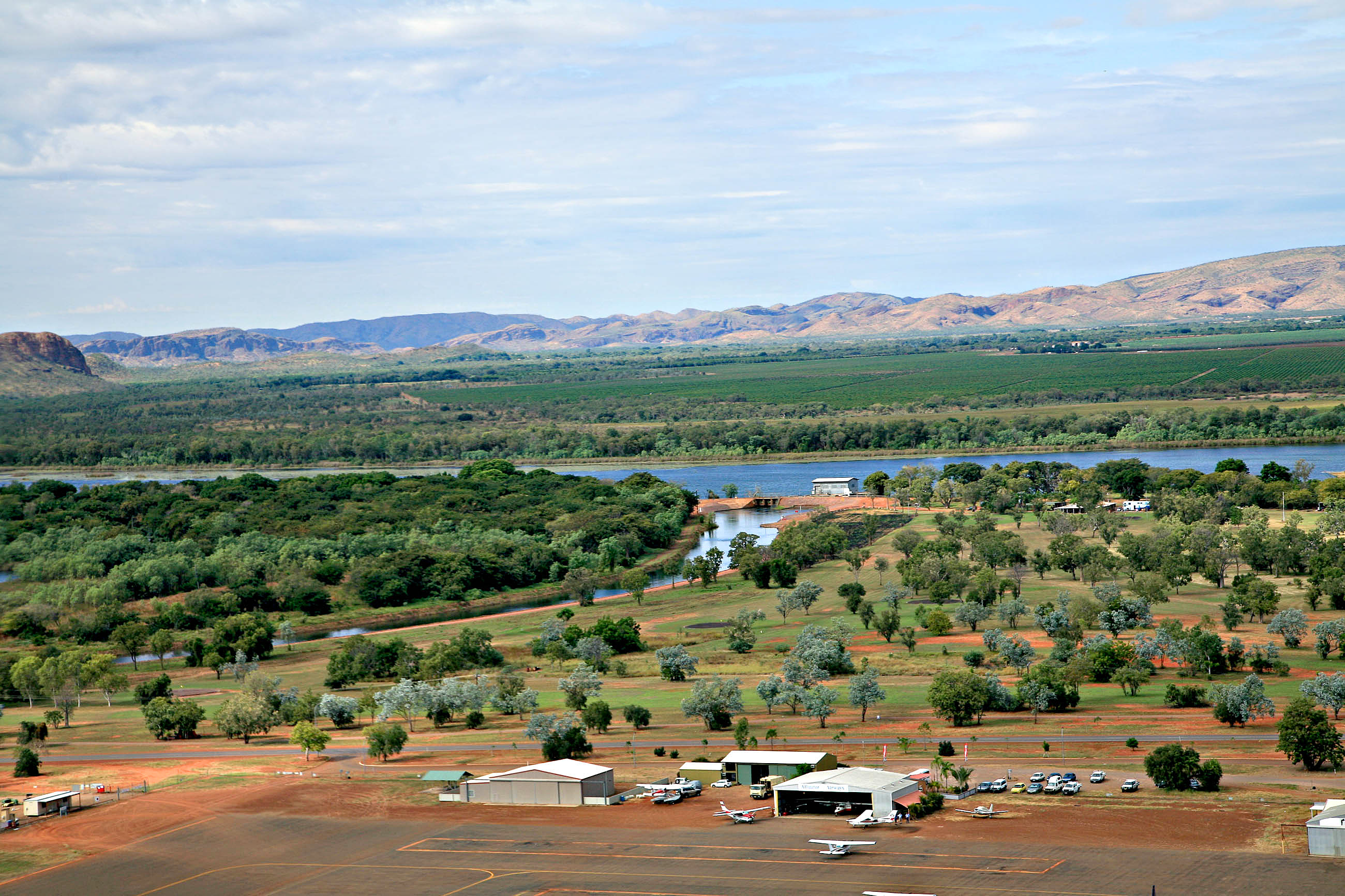
カナナラの地形

### 位置
州都パースから北東に直線距離で約2300km、道のりでは約3200kmになる。西オーストラリア州とノーザンテリトリーとの州境からはわずか40km足らず。
オード川とダナム川の合流点にあり、オーストラリア最大の人造湖であるアーガイル湖は72km南に位置する。語源からもうかがえるように、カナナラ周辺の景観は水に関わるものが多い。
ヴァレンタインスプリングやブラックロッククリーク、ミドルスプリングなどたくさんの滝や泉が代表的であり、アイバンホークロッシング、ディバージョンダム、オード川などのフィッシングスポットに恵まれている。これらの場所では大型の淡水魚バラマンディも多く生息し釣りの対象として人気を集めている。

### 気候
他のオーストラリア北部地域と同様、気候区分ではステップ気候に含まれる。雨季と乾季がはっきりしており、1月から3月までの3ヶ月間の平均降水量は551.5mmであり、対して7月から9月までの3ヶ月間の平均降水量は5.2mmに過ぎない。町の内外でバオバブの巨木が多く見られる。

## 歴史
カナナラは比較的歴史の浅い町であり、オード川灌漑計画が1950年代に着手されて以降にできた町である。

## 政治

### 行政

#### 地方自治
地方行政上は、約80km北西の港町ウィンダムなどとともにシャー・オブ・ウィンダム＝イーストキンバリーという地方自治体（シャー）を形成する。

## 経済

### 第一次産業

#### 農業
灌漑による豊富な水供給を生かした農業が活発で、メロンやマンゴーの栽培が盛んである。以前はサトウキビが主要産品であった。

### 第三次産業

#### 観光業
観光業も重要であり、オード川やアーガイル湖の他、アーガイルダイヤモンド鉱山やパーヌルル国立公園/バングル・バングルなどの観光地を有している。
近年は映画などのロケ地としても知られており、特に映画「オーストラリア」はロケ地を巡るツアーなどが催行されている。

## 交通

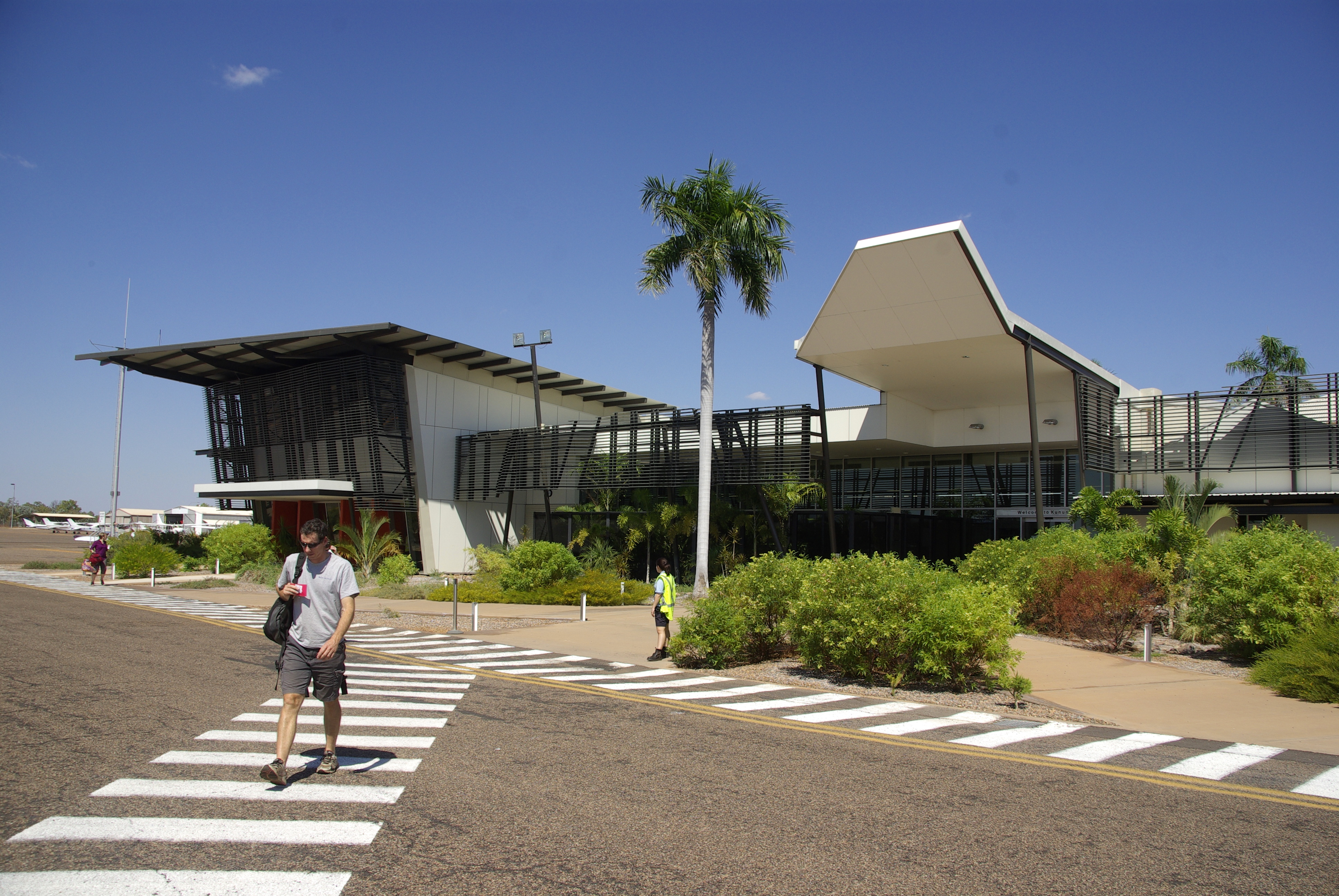
カナナラ空港

### 空路

#### 空港
ヴァージン・オーストラリア・リージョナル航空とエアノースの2社がカナナラ空港から定期便を持っており、両社ともブルーム行きとダーウィン行きを運行している。いずれも所要時間は約1時間。
- イースト・キンバリー地域空港（英語版）（カナナラ空港）

### バス
ダーウィン - ブルーム間を走るグレイハウンド・オーストラリアの長距離バスがカナナラを経由する。ダーウィンまで約11時間、ブルームまで約13時間。なおブルームにてパース行きに接続しており、ブルームからパースまでは約34時間。